# Dầu Giây
Dầu Giây est une ville-commune du Sud-Est du Vietnam située dans le district de Thống Nhất qui dépend de la province de Đồng Nai.
Elle est au début de l'autoroute Dau Giay-Dalat.